# Ofira Navonová
Ofira Navonová (hebrejsky: אופירה נבון, rodným jménem Ofira Resnikovová; 21. ledna 1936 – 23. srpna 1993) byla izraelská psycholožka, manželka prezidenta Jicchaka Navona a první dáma Státu Izrael (1978–1983). V roce 1956 zvítězila v soutěži Miss Sabra.

## Biografie
Narodila se v Tel Avivu ještě za dob britské mandátní Palestiny do rodiny Batji a Eliezera Resnikovových, kteří byli sovětští refusenici. Studovala na Hebrejské univerzitě v Jeruzalémě a poté, díky vítězství v soutěži krásy, získala stipendium na studium psychologie na University of Georgia a rehabilitační psychologie na Columbia University.
S manželem se seznámila v roce 1961 v úřadu ministerského předsedy, kde pracovala jako sekretářka. Svatbu měli o dva roky později a po osmiletém snažení zplodit potomka adoptovali dívku jménem Na'ama. Dva roky poté se jim narodil vlastní syn Erez

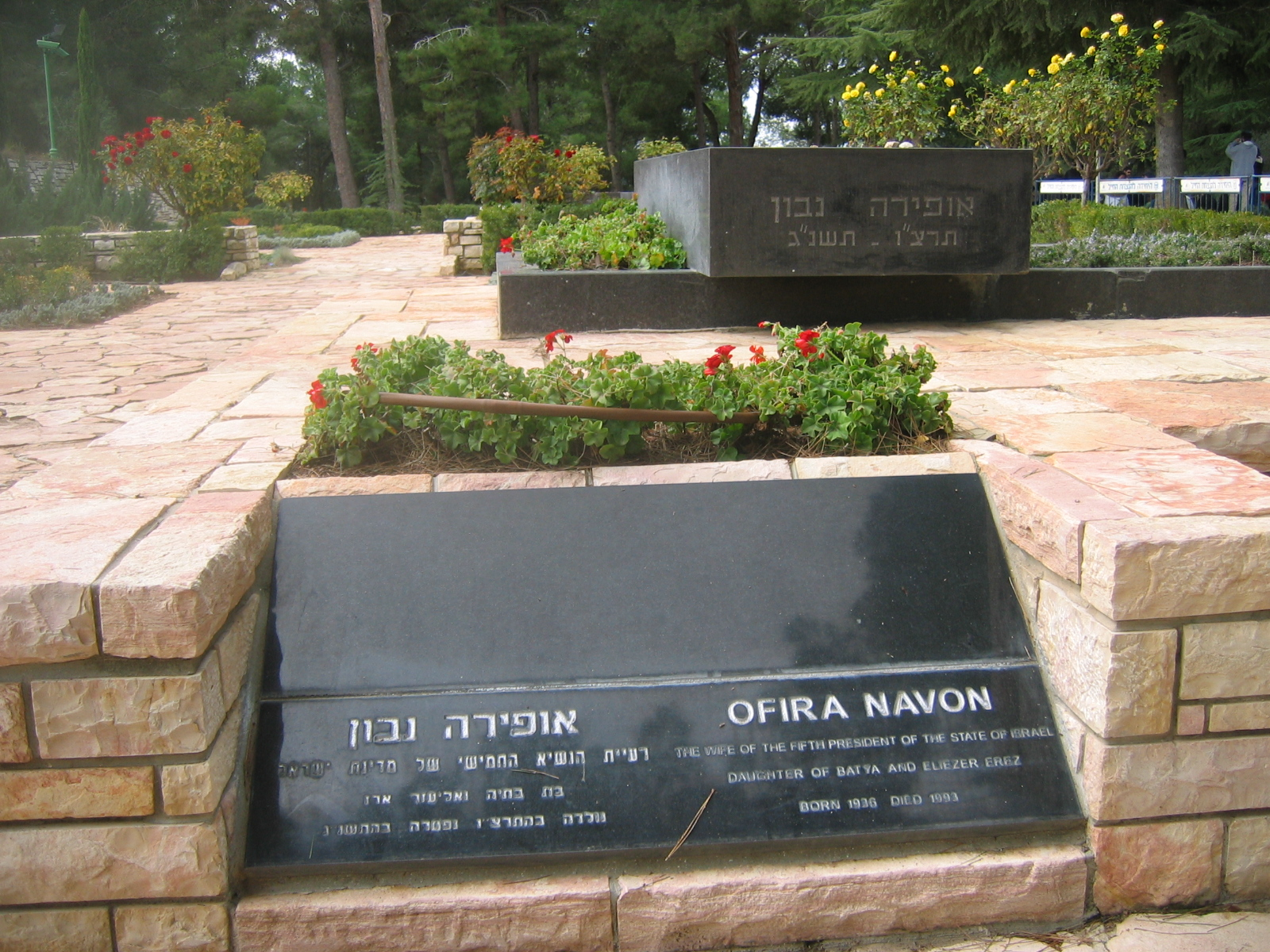
Hrob Ofiry Navonové na Herzlově hoře v Jeruzalémě.

Jako izraelská první dáma založila prezidentskou radu pro péče o děti. Angažovala se v řadě organizací na pomoc dětem a postiženým, navštěvovala raněné vojáky a zastupovala Izrael na řadě sympózií. S egyptskou první dámou Jihanou Sadatovou spolupracovala na projektu, který se zaměřoval na vojáky raněné v arabsko-izraelských válkách. Zasazovala se rovněž o přijetí mezinárodní smlouvy, která by chránila děti ve válečných oblastech. Za svou roli v pomoci handicapovaným ji byla udělena řada ocenění.
Byla první izraelskou první dámou, která se narodila na území Izraele (tj. sabra). Z dalších prvenství lze zmínit i to, že se jako žena aškenázského původu provdala za sefardského Žida, a že jako prezidentský pár měli malé děti.
V roce 1979 jí byl diagnostikován karcinom prsu. Navonová však odmítla mastektomii a rozhodla se pro chemoterapii a lumpektomii. Později se zasazovala o právo pacientů na volbu své léčby. V srpnu 1993 zemřela na leukemii v jeruzalémské nemocnici Hadasa ve věku 57 let. Je pohřbena na Herzlově hoře v Jeruzalémě.